# Danielle King
Danielle King (ur. 21 listopada 1990 w Southampton) – brytyjska kolarka torowa, mistrzyni olimpijska, trzykrotna medalistka mistrzostwa świata oraz Europy.

## Kariera
Specjalizuje się w wyścigu na dochodzenie i scratchu. Na mistrzostwach świata w Apeldoorn w 2011 roku Danielle wspólnie z Laurą Trott i Wendy Houvenaghel zwyciężyła w drużynowym wyścigu na dochodzenie. Na tych samych mistrzostwach wywalczyła brązowy medal w scratchu, ulegając tylko Holenderce Marianne Vos i Litwince Simonie Krupeckaitė. W tym samym roku wraz z koleżankami zdobyła także złoty medal w wyścigu drużynowym na dochodzenie podczas mistrzostw Europy w Apeldoorn.  Na rozgrywanych rok później mistrzostwach świata w Melbourne Brytyjka razem z Laurą Trott i Joanną Rowsell po raz drugi zdobyła złoty medal w drużynowym wyścigu na dochodzenie. Swój trzeci z rzędu tytuł mistrzyni świata w tej konkurencji zdobyła na mistrzostwach świata w Mińsku w 2013 roku, gdzie partnerowały jej Elinor Barker i Laura Trott. W tym samym roku startowała także na mistrzostwach Europy w Apeldoorn, gdzie zwyciężyła w drużynowym wyścigu na dochodzenie, a w wyścigu punktowym była druga.